# 南考文垂 (康乃狄克州普查規定居民點)
南考文垂（英語：South Coventry）是位於美國康乃狄克州托蘭縣的一個人口普查指定地區。

## 地理
南考文垂的座標為41°46′12″N 72°18′18″W / 41.77000°N 72.30500°W，而該地最高點為海拔高度160米（即525英尺）。

## 人口
根據2010年美國人口普查的數據，南考文垂的面積為8.30平方千米，當中陸地面積為8.30平方千米，而水域面積為0.00平方千米。當地共有人口1483人，而人口密度為每平方千米178人。